# Kumail Nanjiani
Kumail Ali Nanjiani (en urdu; کمیل نانجیانی) (Karachi, Sind; 2 de mayo de 1978) es un actor, comediante y productor pakistaní. Es reconocido principalmente por haber conformado el reparto de la laureada serie de televisión Silicon Valley. Fue nominado a un Premio Óscar en la categoría de mejor guion original en 2017 por la película The Big Sick, la cual escribió y protagonizó.

## Primeros años
Nanjiani nació en Karachi, Pakistán, hijo de Shabana y Aijaz Nanjiani. Fue criado bajo los preceptos del Islam, pero en la actualidad se considera ateo. El presentador radial escocés Shereen Nanjiani es su primo segundo.
Durante su juventud, Nanjiani vivió en Karachi y asistió a la Karachi Grammar School. A los 18 años se mudó a los Estados Unidos y cursó estudios en el Grinnell College en Iowa, graduándose en 2001. Obtuvo una especialización en informática y filosofía.

## Carrera

### 2008–2016: Televisión
Apareció inicialmente en programas de televisión como Portlandia, Franklin & Bash y Veep. Interpretó el papel recurrente de Amir Larussa en Newsreaders y de Prismo en Adventure Time. Su especial de Comedy Central titulado Beta Male se emitió en julio de 2013. Ese mismo año, Comedy Central anunció el lanzamiento del show The Meltdown with Jonah and Kumail, presentado por Jonah Ray y Nanjiani. El programa debutó en las pantallas en julio de 2014. Ese mismo año empezó a interpretar el papel de Dinesh en la popular serie de comedia de HBO Silicon Valley y aportó la voz de Reggie en el videojuego The Walking Dead: Season Two.
En 2015, Nanjiani protagonizó un episodio de Broad City titulado "In Heat". Desde el 22 de marzo de 2015 aportó su voz para el personaje de Mshak Moradi en Hunt the Truth, una campaña publicitaria para el videojuego Halo 5: Guardians. El 5 de mayo de 2015 apareció en la serie Inside Amy Schumer en el episodio "12 Angry Men Inside Amy Schumer", como uno de los miembros del jurado. En julio del mismo año aportó su voz en las series Aqua Teen Hunger Force y Penn Zero: Part-Time Hero.

### 2017–presente: Cine
En 2017 Nanjiani tuvo su primera participación notable en el cine, protagonizando la comedia romántica The Big Sick, la cual escribió con su esposa Emily V. Gordon. La película está basada en la propia relación de la pareja, con Nanjiani interpretándose a él mismo y Zoe Kazan encarnando a Gordon. The Big Sick fue considerada como una de las mejores películas de 2017 y fue elegida por el Instituto Americano de Cine como una de las 10 películas más notables del año, obteniendo una nominación a los Premios Óscar en la categoría de mejor guion original. Además fue el tercer filme independiente con mayor recaudación de taquilla de 2017, obteniendo cerca de 40 millones de dólares.
En 2019 Nanjiani aportará la voz de Plimpton, un avestruz, en The Voyage of Doctor Dolittle, filme que se encuentra en proceso de rodaje y que contará con la participación de reconocidos actores como Antonio Banderas, Robert Downey Jr. y Michael Sheen. La cinta se estrenará el 20 de enero de 2020.  Nanjiani integrará el elenco de la comedia Stuber, programada para estrenarse en julio de 2019. También hará parte del reparto de la siguiente película de la franquicia de "Men in Black", cuyo estreno está programado para el 14 de junio de 2019.

## Vida personal
En 2007 Nanjiani se casó con Emily V. Gordon, una escritora y productora de televisión. Gordon fue la productora de la serie cómica The Meltdown with Jonah and Kumail (2014–2016). Aunque fue criado bajo los preceptos del Islam, Nanjiani se identifica como ateo en la actualidad.

## Filmografía

### Cine
| Año  | Título                                | Papel                | Notas            |  |
| ---- | ------------------------------------- | -------------------- | ---------------- |  |
| 2010 | Life as We Know It                    | Simon                |                  |  |
| 2012 | The Five-Year Engagement              | Chef                 |                  |  |
| 2013 | The Kings of Summer                   | Gary                 |                  |  |
| 2013 | Hell Baby                             | Hombre del cable     |                  |  |
| 2013 | Bad Milo                              | Bobbi                |                  |  |
| 2014 | The Last of the Great Romantics       | George               |                  |  |
| 2014 | Sex Tape                              | Punit                |                  |  |
| 2015 | Loaded                                | Reza                 |                  |  |
| 2015 | Hot Tub Time Machine 2                | Brad                 |                  |  |
| 2015 | Addicted to Fresno                    | Damon                |                  |  |
| 2015 | Hello, My Name Is Doris               | Nasir                |                  |  |
| 2015 | Hell and Back                         | Dave the Demon (voz) |                  |  |
| 2015 | Goosebumps                            | Foreman              |                  |  |
| 2016 | Un espía y medio                      | Jared                | Cameo            |  |
| 2016 | Mike and Dave Need Wedding Dates      | Keanu                |                  |  |
| 2016 | Brother Nature                        | Riggleman            |                  |  |
| 2016 | Flock of Dudes                        | Ro                   |                  |  |
| 2016 | The Late Bloomer                      | Rich                 |                  |  |
| 2017 | The Big Sick                          | Kumail Nanjiani      | También escritor |  |
| 2017 | Fist Fight                            | Oficial Mehar        |                  |  |
| 2017 | A Happening of Monumental Proportions | Rep Perry            |                  |  |
| 2017 | Funny: The Documentary                | Él mismo             |                  |  |
| 2017 | The Lego Ninjago Movie                | Jay (voz)            |                  |  |
| 2018 | Duck Butter                           | Jake                 |                  |  |
| 2019 | Stuber                                | Stu                  |                  |  |
| 2019 | Men in Black: International           | Pawny                |                  |  |
| 2020 | The Voyage of Doctor Dolittle         | Plimpton (voz)       |                  |  |
| 2020 | The Lovebirds                         | Jibran               |                  |  |
| 2021 | Eternals                              | Kingo                |                  |  |
| 2023 | Migration                             | Mack                 |                  |  |
| 2024 | Ghostbusters: Frozen Empire           | Nadeem Razmaadi      |                  |  |

### Televisión
| Año       | Título                             | Papel                        | Notas                                               |
| --------- | ---------------------------------- | ---------------------------- | --------------------------------------------------- |
| 2008      | Saturday Night Live                | Reportero                    | Episodio: "James Franco/Kings of Leon"              |
| 2009      | The Colbert Report                 | Varios personajes            | 2 episodios                                         |
| 2009      | Michael & Michael Have Issues      | Kumail                       | 7 episodios                                         |
| 2010      | Ugly Americans                     | Neilando Patel (voz)         | Episodio: "Treegasm"                                |
| 2011      | Traffic Light                      | Paul                         | Episodio: "Where the Heart Is"                      |
| 2011      | CollegeHumor Originals             | Vendedor                     | Episodio: "Batman Chooses His Voice"                |
| 2011      | Googy                              | Dwayne                       | 6 episodios                                         |
| 2011–2014 | Franklin & Bash                    | Pindar Singh                 | 31 episodios                                        |
| 2011–2018 | Portlandia                         | Varios personajes            | 13 episodios                                        |
| 2012–2016 | Adventure Time                     | Prismo (voz)                 | 7 episodios                                         |
| 2013–2015 | Newsreaders                        | Amir Larussa                 | 11 episodios                                        |
| 2013      | Burning Love                       | Zakir                        | 17 episodios                                        |
| 2013      | Veep                               |                              | Episodio: "Midterms"                                |
| 2013      | Drunk History                      |                              | Episodio: "Nashville"                               |
| 2013      | Ghost Ghirls                       | Sr. Mattoo                   | Episodio: "I Believe in Mira-ghouls"                |
| 2014–2019 | Silicon Valley                     | Dinesh Chugtai               | Elenco principal, serie de TV                       |
| 2014      | Math Bites                         |                              | Episodio: "Math Heads: Do Math in Your Head"        |
| 2014      | The Pete Holmes Show               | Dhalsim                      | Episodio: "Erin Hamlin and Kate Hansen"             |
| 2014–2016 | The Meltdown with Jonah and Kumail | Presentador                  | 24 episodios                                        |
| 2014      | TripTank                           | Dick Genie (voz)             | 4 episodios                                         |
| 2014      | Garfunkel and Oates                | Jordan                       | Episodio: "Hair Swap"                               |
| 2014      | Key and Peele                      | Colegial                     | Episodio: "Scariest Movie Ever"                     |
| 2014–2015 | Bob's Burgers                      | Skip (voz)                   | 2 episodios                                         |
| 2014–2015 | Community                          | Lapari                       | 2 episodios                                         |
| 2015      | Broad City                         | Benny Calitri                | Episodio: "In Heat"                                 |
| 2015      | Archer                             | Farooq Ashkani (voz)         | Episodio: "Sitting"                                 |
| 2015      | Inside Amy Schumer                 | Jurado                       | Episodio: "12 Angry Men Inside Amy Schumer"         |
| 2015      | Scheer-RL                          | Mariah Carey                 | Episodio: "Mariah Carey"                            |
| 2015      | Penn Zero: Part-Time Hero          | Voz                          | Episodio: "The Ripple Effect"                       |
| 2015      | Aqua Teen Hunger Force             | Voz                          | Episodio: "Sweet C"                                 |
| 2015      | The Grinder                        | Leonard                      | 2 episodios                                         |
| 2016      | The X-Files                        | Pasha                        | Episodio: "Mulder and Scully Meet the Were-Monster" |
| 2016      | Animals.                           | Rusty (voz)                  | Episodio: "Dogs."                                   |
| 2016      | 31st Independent Spirit Awards     | Presentador                  | Especial de televisión                              |
| 2016–2017 | HarmonQuest                        | Eddie Lizard                 | 2 episodios                                         |
| 2017      | Saturday Night Live                | Presentador                  | Episodio: "Kumail Nanjiani/Pink"                    |
| 2018      | RuPaul's Drag Race                 | Juez                         | Episodio: "Drag Con Panel Extravaganza"             |
| 2022      | Obi Wan Kenobi                     | Haja Estree                  | Elenco Principal, miniserie de TV (6 episodios)     |
| 2022–2023 | Welcome to Chippendales            | Somen "Steve" Banerjee       | Miniserie, también productor ejecutivo              |
| 2024      | Only Murders in the Building       | Rudy "Christmas Guy" Thurber | 7 episodios                                         |
| 2024      | What If...?                        | Kingo (voz)                  | Episodio: "What If... Agatha Went to Hollywood?"    |
| 2025      | Poker Face                         | Gator Joe                    | Posproducción                                       |

### Videojuegos
| Año  | Título                       | Voz          |
| ---- | ---------------------------- | ------------ |
| 2013 | The Walking Dead: Season Two | Reggie       |
| 2015 | Fight Haver (Fast Drive)     |              |
| 2017 | Mass Effect: Andromeda       | Jarun Tann   |
| 2017 | Middle-earth: Shadow of War  | The Agonizer |

## Premios y distinciones
Óscar
| Año  | Categoría            | Película     | Resultado |
| ---- | -------------------- | ------------ | --------- |
| 2018 | Mejor guion original | The Big Sick | Nominado  |